# Sigge Bogislaus Ulfsparre
Sigge Bogislaus Ulfsparre af Broxvik, född 2 augusti 1828 i Gryt, Södermanlands län, död 3 januari 1892 i Stockholm, var en svensk major, skulptör, målare och tecknare.
Han var son till överstelöjtnanten Sigge Ulfsparre och  Sofia Lovisa Eleonora Stiernefelt och från 1857 gift med grevinnan Augusta Carolina Sofia Creutz. Ulfsparre slutade sin militära karriär som kapten i Svea livgarde och fick majors avsked från armén. Han var en stor samlare av fornsaker och genomförde med stöd av Vitterhetsakademien flera antikvariskt-topografiska resor till Gotland och Småland 1875–1882. Han blev korresponderande ledamot av Vitterhetsakademien 1881 och gjorde för akademiens räkning uppteckningar och utgrävningar. Med sitt planschverk Svenska fornsaker, samlade och ritade på sten försökte han 1874 väcka och stimulera studiet av den svenska fornkunskapen. Han var dessutom verksam som konstnär och medverkade i Konstakademien utställning 1868 med ett par djurskulpturer. Han medverkade med genregrupper utförda i terrakotta i ett flertal samlingsutställningar arrangerade av olika konstföreningar i Sverige. Hans privata samling av fornsaker finns numera vid Statens historiska museum. 